# Matteos II (ormiański patriarcha Konstantynopola)
Matteos II (ur. ?, zm. ?) – w latach 1844–1848 66. ormiański Patriarcha Konstantynopola.